# Francesco Morlacchi
Francesco Giuseppe Baldassarre Morlacchi (Perugia, 14 juni 1784 – Innsbruck, 28 oktober 1841) was een Italiaans componist, dirigent, organist, pianist en violist.

## Levensloop
Morlacchi kreeg al op zevenjarige leeftijd vioolles van zijn vader, zelf een geschikt violist. Door Luigi Caruso, maestro di capella aan de kathedraal (Duomo) San Lorenzo van Perugia, kreeg hij les in muziektheorie, piano en orgel, maar ook van een oom van zijn moeder, die organist was aan dezelfde kerk. Morlacchi werd opgeleid aan het gymnasium van Perugia, waar hij ook muziek bij Giovanni Mazetto studeerde. Voor zijn achttiende levensjaar componeerde hij al een groter werk, het oratorium Gli Angeli al sepolcro, waarmee hij groot succes had, zodat de graaf Pietro Baglioni hem een studiebeurs gaf voor een compositiestudium bij Nicola Antonio Zingarelli, die toen kapelmeester aan de kerk "Santuario della Santa Casa di Loreto" in Rome was. Vanaf 1805 studeerde Morlacchi contrapunt bij Padre Stanislao Mattei in Bologna. Voor de kroning van Napoleon Bonaparte tot koning van Italië in 1806 kreeg hij een opdracht voor een cantate, die in het theater in Bologna in première ging. Diverse kerkmuziek volgde dit opdracht tot het jaar 1807, waar zijn Il Poeta in Campagna in februari in het Teatro della Pergola in Florence in première ging.
Terug van Bologna componeerde hij een zestienstemmig Miserere, dat grote toestemming van het publiek en de critici kreeg. Met zijn opera Il Ritratto vestigde hij zich ook een naam als operacomponist, die door de uitvoering van zijn melodrama Il Corradino in 1808 te Parma zich nog verbeterde. Het volgden de opera's Enone e Paride, Oreste, Rinaldo d’Asti, La Principessa per ripiego, Il Simoncino, Le Aventure di una giornata en Le Danaide. Het succes dat de laatstgenoemde opera bereikte zorgde samen met een advies van de zangeres Marietta Marcolini ervoor, dat hij in 1810 naar Dresden uitgenodigd werd. Aldaar werd hij vanaf 1811 als opvolger van Ferdinando Paër hofkapelmeester van de Italiaanse opera in Dresden. Met zijn levenslange aanstelling was hij verantwoordelijk voor de Rooms-katholieke kerkmuziek, opera, orkest- en kamermuziek aan het hof. Tijdens het Russische Generaalgouvernement in het jaar 1813 wist hij samen met de toenmalige directeur van het theaterorkest, Freiherr von Racknitz, er voor te zorgen, dat geen muzikale institutie werd opgelost. In 1826 richtte hij een Steuncassa voor de weduwen en wezen van de leden van de koninklijke muzikale kapel van Saksen op, een sociale inrichting die toen nog heel zelden voorkwam.
Morlacchi had een sterke inzet voor de tentoonspreiding van de "romantische" muziek en werd wegens zijn muzikale uitdrukking ook als "Italiaanse Romanticus" op de bok van de Dresdner Hofkapel betekend. Hij was de initiatiefnemer voor de concerten op Palmzondag en was - samen met Carl Gottlieb Reißiger - er voor verantwoordelijk, dat in Dresden de Matthäus Passion van Johann Sebastian Bach weer uitgevoerd werd. Voor zijn oratorium La passione di Gesù Cristo werd hij van de paus met de Orde van de Gulden Spoor onderscheiden.
Tijdens een reis naar Pisa overleed hij in Innsbruck. Met zijn dood kwam ook het einde van de afdeling Italiaanse opera aan het hof in Dresden. Het theater van zijn geboortestad werd in Teatro Morlacchi vernoemd. Ook het stedelijke conservatorium van Perugia draagt zijn naam.

## Composities

### Werken voor banda (harmonieorkest)
- Il Pastore Svizero, concert voor dwarsfluit en harmonieorkest[1]

### Missen, oratoria, cantates en andere kerkmuziek
- 1802 Gli Angeli al sepolcro, oratorium
- 1812 La passione di Gesù Cristo, oratorium - libretto: Pietro Metastasio
- 1813 Cantate voor de verjaardag van Tsaar Alexander I van Rusland
- 1827 Requiem voor Koning August II van Polen of Frederik August I, keurvorst van Saksen
- Miserere

### Muziektheater

#### Opera's
| Voltooid in     | titel                                                                  | aktes         | première                                                                          | libretto                                                  |
| --------------- | ---------------------------------------------------------------------- | ------------- | --------------------------------------------------------------------------------- | --------------------------------------------------------- |
| 1807            | Il Poeta in Campagna (Il poeta disperato)                              | 1 akte        | 22 februari 1807, Florence, Teatro alla Pergola                                   | Antonio Simone Sografi                                    |
| 1807            | Il ritratto ossia La forza dell'astrazione                             | 2 aktes       | zomer 1807, Verona, Teatro Filarmonico                                            | Luigi Romanelli                                           |
| 1808            | Corradino                                                              | 2 bedrijven   | 27 februari 1808, Parma, Teatro Imperiale                                         | Antonio Simone Sografi                                    |
| 1808            | Enone e Paride                                                         | 2 aktes       | oktober 1808, Livorno, Teatro degli Avvalorati                                    |                                                           |
| 1808            | Oreste                                                                 | 2 aktes       | 26 december 1808, Parma, Teatro Imperiale                                         | L. Bottoni                                                |
| 1809            | La principessa per ripiego                                             | 2 aktes       | 15 april 1809, Rome, Teatro Valle                                                 | Jacopo Ferretti                                           |
| 1809            | Il Simoncino                                                           | 1 akte        | juni 1809, Rome, Teatro Valle                                                     |                                                           |
| 1809            | Rinaldo d'Asti ossia Il tutore deluso                                  | 1 akte        | zomer 1809, Parma, Teatro Filo-Musico-Drammatico                                  | G. Rossena                                                |
| 1809            | Le avventure d'una giornata                                            | 2 aktes       | 26 september 1809, Milaan, Teatro alla Scala                                      | Luigi Romanelli                                           |
| 1809            | Saffo in Leucade                                                       |               | lente 1809, Milaan, Teatro alla Scala                                             | Giuseppe Alborghetti                                      |
| 1810            | Le danaidi                                                             | 2 aktes       | 11 februari 1810, Rome, Teatro di Torre Argentina                                 | Stefano Scatizzi naar Pietro Metastasio, "Ipermestra"     |
| 1811            | Raoul di Crequy                                                        | 3 bedrijven   | april 1811, Dresden, Hoftheater                                                   | Niccolò Perotti                                           |
| 1815            | La capricciosa pentita                                                 | 2 aktes       | 10 januari 1816, Dresden, Hoftheater                                              | Luigi Romanelli                                           |
| 1816            | Il barbiere di Siviglia                                                | 4 bedrijven   | april 1816, Dresden, Hoftheater                                                   | Giuseppe Petrosellini                                     |
| 1817            | La semplicetta di Pirna                                                | 2 aktes       | augustus 1817, Dresden, Hoftheater                                                |                                                           |
| 1818            | Boadicea                                                               | 2 aktes       | 13 januari 1818, Napels, Teatro San Carlo                                         | G. B. Bordesi                                             |
| 1818            | Gianni di Parigi                                                       | 2 aktes       | 29 mei 1818, Milaan, Teatro alla Scala                                            | Felice Romani                                             |
| 1821            | Donna Aurora ossia Il romanzo all'improvviso                           | 2 aktes       | herfst 1821, Milaan, Teatro alla Scala                                            | Felice Romani                                             |
| 1822            | Tebaldo e Isolina                                                      | 2 aktes       | 4 februari 1822, Venetië, Teatro La Fenice                                        | Gaetano Rossi                                             |
| 1823            | La gioventù di Enrico IV.                                              | 2 aktes       | augustus 1823, Pillnitz                                                           |                                                           |
| 1823            | L’Ilda d’ Avenello                                                     | 2 aktes       | 20 januari 1824, Venetië, Teatro La Fenice                                        | Gaetano Rossi                                             |
| 1828; rev. 1832 | I saraceni in Sicilia ovvero Eufenio di Messina; rev. als Il rinnegato | 2 aktes       | 28 februari 1828, Venetië, Teatro La Fenice; rev. maart 1832, Dresden, Hoftheater | Felice Romani                                             |
| 1828            | Colombo                                                                | 2 aktes       | 21 juni 1828, Genua, Teatro Carlo Felice                                          | Felice Romani                                             |
| 1829            | Don Desiderio ovvero Il disperato per eccesso di buon cuore            | 2 aktes       | herfst 1829, Dresden, Hoftheater                                                  | B. Morelli                                                |
|                 | Francesca da Rimini                                                    | niet voltooid |                                                                                   | Felice Romani naar Dante Alighieri, De goddelijke komedie |
|                 | Laurina alla corte                                                     | niet voltooid |                                                                                   |                                                           |

## Media
1. ↑  Il Pastore Svizero door Franchina Floriana (dwarsfluit); Banda G. Verdi di Mirto o.l.v. Franchina Manlio

- Bibsys: 90613331
- Biblioteca Nacional de España: XX1040893
- Bibliothèque nationale de France: cb14796698f (data)
- CiNii: DA0691266X
- Gemeinsame Normdatei: 11931715X
- International Standard Name Identifier: 0000 0001 0800 0871
- Library of Congress Control Number: n79119166
- Nationale Bibliotheek van Letland: 000039108
- MusicBrainz: d9c91e44-bef3-473b-917c-cad374ca89a4
- Nationale Bibliotheek van Tsjechië: mzk2014801066
- Nationale Bibliotheek van Israël: 987007275420205171
- Nederlandse Thesaurus van Auteursnamen: 135384303
- Réseau des bibliothèques de Suisse occidentale: 02-A003610442
- Istituto Centrale per il Catalogo Unico: LO1V073439
- SNAC: w618351j
- Système universitaire de documentation: 080218202
- Virtual International Authority File: 49488291
- WorldCat: E39PBJqvVkgdYq7GWTRhpGtYfq